# 安蒂蒂拉樂團
安提蒂拉樂團（英語：Antytila）是一个乌克兰搖滾樂團。隊員包括主唱塔拉斯·托波利亞、電子琴手塞爾希·武希克、吉他手德米特羅·若盧德、鼓手德米特羅·沃多沃佐夫和貝斯手米哈伊洛·奇爾科。